# Felice Leonardo
Felice Leonardo (ur. 9 marca 1915 w Pietramelara Włochy, zm. 15 kwietnia 2015) – włoski duchowny katolicki.
Felice Leonardo urodził się w Pietramelara we Włoszech w 1915 roku. Został wyświęcony na kapłana 24 lipca 1938, 22 lipca 1957 mianowany biskupem do Telese o Cerreto Sannita diecezji i wyświęcony na biskupa 29 września 1957 roku. 21 marca 1984 został powołany do diecezji Sant’Agata de 'Goti, a następnie do rzymskokatolickiej diecezji Cerreto Sannita-Telese-Sant’Agata de 'Goti gdy diecezja Telese o Cerreto Sannita i diecezji Sant’Agata de 'Goti została zjednoczona 29 września 1986. Felice Leonardo przeszedł na emeryturę jako biskup diecezji Goti Cerreto Sannita-Telese-Sant’Agata de 'Goti 20 lipca 1991.